# ルネ・アンリオ

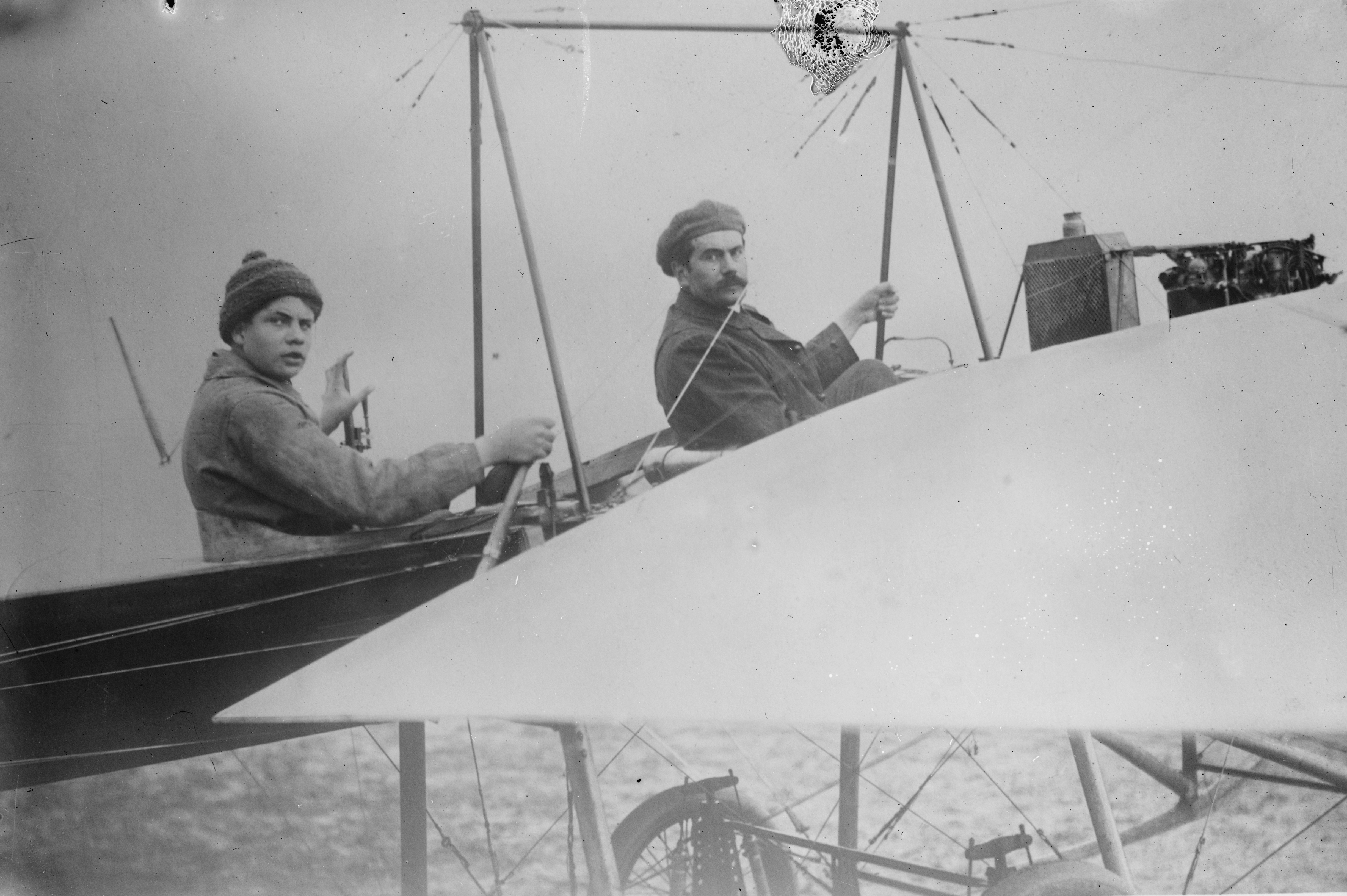
1911年頃のアンリオ親子

ルネ・アンリオ（René Hanriot、1867年6月11日 - 1925年11月7日）は、フランスの航空のパイオニア、レースドライバーである。初期の航空機メーカー、アンリオの創設者である。

## 生涯
オート＝ソーヌ県のVaiteに生まれた。シャロン＝アン＝シャンパーニュで商売をし、自動車レースに参加するようになった。パリ＝マドリードレースに参加し、1904年には128km/hの速度記録を記録した。飛行機にも興味を持ち、1908年5月にレオン・ルヴァヴァスールのアントワネット単葉機を注文するが、その年の終わりになっても納入されなかったので、自分で会社を作って飛行機を製作することにした。1909年2月、50,000フランの資金でシャロン＝アン＝シャンパーニュにSociété des monoplans Hanriot を設立した。1909年9月に航空博覧会に製作中のアンリオ Iを展示し、まだ飛行に成功していないにもかかわらず20機の注文を受けた。10月に飛行実験が行われたが搭載した45馬力のBuchetエンジンだけで155kgもあり、重量オーバーで離陸することはできなかった。エンジンをClement-Bayardに変えて飛行に成功した。1909年12月にランス近くのBéthenyに飛行学校を作り、翌年1月、ロンドンにThe monoplanes Hanriot Company Ltdを設立した。パリに本社を置き、工場を拡張し、フランス軍のエンジニアでパイロットのEmile Ruchonnetを雇った。アンリオ IIは4月に飛行し、エンジンを強化した単葉機が開発され、航空レースに参加した。複座のアンリオ IVはフランス軍に注目された。1910年にアンリオ機は、息子のマルセル・アンリオらによって航空ショーに参加し好成績を収めた。フランスやイギリスで100機を越える注文を受けた。1912年に輸出をはじめたが経営に失敗し、顧客の一人のAlfred Ponnierに会社は買収され、Société de Construction de Machines pour la Navigation Aérienne (CMNA)となった。アンリオは自動車販売に戻った。
第一次世界大戦が始まるとCMNAの工場はドイツ軍の占領地になったのでルヴァロワ＝ペレに新しい会社Aéroplanes Hanriot et Cieを設立し、イギリスのソッピース一葉半機（Sopwith 1½ Strutter）のライセンス生産やLioré et Olivierの下請け生産を始めた。1915年に有能な技術者、ピエール・デュポンを雇った。デュポンの設計した戦闘機、アンリオ HD.1 はベルギー空軍やイタリア空軍に採用され、1200機の生産を行うことになり、工場を新設し、水上機のHD.2や戦闘機のHD.3など1917年の終わりまでに5000機の航空機を生産し、第一次世界大戦後もフランスの有力な航空機メーカーのひとつとなった。1925年にルネ・アンリオが没した後、息子のマルセルが経営を引き継ぐが、1930年にLorraine-Hanriotとなり Société Général Aéronautique (SGA)に吸収された後、SGAが破綻した後、マルセルにより1933年に Compagnie des Avions Hanriotとして再建され、1936年に航空機メーカーの統合国有化のなかで SNCAC（仏語：Société Nationale de Constructions Aéronautiques du Centre：中央航空機製造公社）に統合された。。